# Michy Batshuayi
Michy Batshuayi-Atunga (Brüsszel, 1993. október 2. –) belga válogatott labdarúgó, csatár. A Bundesligában szereplő Eintracht Frankfurt játékosa. Testvére, Aaron Leya Iseka az ÓFI Kréta labdarúgója.

## Pályafutása

### Chelsea
2016. július 3-án 33 millió fontért szerződtette a londoni klub, ötéves szerződésben állapodtak meg, 2021 nyaráig.

Mielőtt pályára lépett első tétmérkőzésén azelőtt több felkészülési mérkőzéseket játszott  a 2016–17-es szezon előtt. Az első hivatalos bemutatkozása a West Ham elleni 2–1-re nyert bajnoki volt, amelyen a 85. percben lépett pályára, és 5 perccel később a győztes gólnál asszisztot jegyzett Diego Costának.
A következő fordulóban a szerezte meg első gólját a klub színében, idegenbeli környezetben a Watford elleni 1–2-s mérkőzésen.
Augusztus 23-án két góllal debütált az EFL Kupa második körében a Bristol Rovers ellen, a 3–2-re megnyert mérkőzésen a 29. és a 41. percben volt eredményes.
2017. január 8-án a FA Kupában is góllal mutatkozott be a Peterborough United elleni 4–1-s találkozón. Május 27-én a döntő utolsó két percében is pályára lépett, az Arsenal elleni 2–1-re elvesztett mérkőzésen.

#### Borussia Dortmund(kölcsönben)
2018. január 31-én a Chelsea hivatalos honlapján jelentette be, hogy szerződtette Olivier Giroud-t és ezzel egy időben azt is bejelentette, hogy Batshuayi a szezon végéig a Borussia Dortmundhoz kerül kölcsönbe. Február 2-án mutatkozott be a Bundesligában a Köln ellen, a 35. és a 62. percben szerzett góljaival idegenben 3–2-re nyertek. Az első gólja volt a Bundesliga jelenlegi szezonjának 500. gólja, valamint a második találatával az Arsenalba távozó Pierre-Emerick Aubameyang után az első játékos aki egynél több gólt szerzett debütálásakor. A következő fordulóban a Hamburger SV ellen 2–0-ra megnyert mérkőzésen ismét eredményes volt. Február 15-én az Európa-ligában az olasz Atalanta BC ellen a 65. percben labdavesztést követő kontra végén 17 méterről lőtte ki a bal felsőt, majd a 91. percben duplázott. Március 11-én az Eintracht Frankfurt elleni mérkőzésen is duplázott. Március 18-án a Hannover 96 ellen a mérkőzés egyetlen gólját szerezte a 29. percben, André Schürrle bal oldali szögletére Batshuayi érkezett és az ötös bal sarkánál sarokkal küldte kapura a labdát, amit Philipp Tschauner nem tudott védeni. Április 8-án a VfB Stuttgart elleni hazai bajnoki mérkőzésen a 48. percben Nuri Şahin bal oldalról érkező beadását hat méterről lőtte a kapu bal alsó sarkába. A következő fordulóban a Schalke ellen megsérült a bokája, a szezon véget ért számára.

#### Valencia(kölcsönben)
2018. augusztus 10-én a 2018/19-es idényre kölcsönöbe érkezett a valenciai klubhoz.
Az első mérkőzését tíz nappal később az Atlético Madrid ellen játszotta, az utolsó 14 percben lépett pályára az 1–1-re végződő során.
Szeptember 19-én hazai környezetben debütált nemzetközi porondon a Bajnokok Ligájában egy elvesztett mérkőzésen a Juventus ellen.
Az első találatát a 6. fordulóban jegyezte a Celta de Vigo elleni 1–1-s bajnokin.
Így ő lett az első játékos, aki a 21. században gólt szerzett Franciaország, Németország, Anglia és Spanyolország topligájában.
2019. január 10-én a Valencia sportigazgatója bejelentette, hogy a klub a jövőben nem számít játékjogára.

#### Crystal Palace(kölcsönben)
2019. február 1-jén jelentette be a klub a kölcsönvételi szerződtetését, a 2018/19-es szezon második felében érkezett a csapathoz. A következő napon debütált a Fulham elleni 2–0-s hazai találkozón az utolsó 8 percben a 25. fordulóban.
Két fordulóval később jegyezte első gólját idegenbeli környezetben a Leicester City elleni 1–4-s győzelem során.

#### Beşiktas(kölcsönben)
2021. augusztus 8-án kölcsönbe érkezetett a török együtteshez, akivel a 2021/22-es idény végéig kötöttek szerződést.
Augusztus 21-én debütált a Gaziantep FK ellen a bajnokság 2. fordulójában, a döntetlenre végződő találkozón csereként állt be a 68. percben Kenan Karamant váltva.
A harmadik mérkőzésén szerezte első találatát, amelyen duplázott a Yeni Malatyaspor elleni 3–0-s bajnokin a 7. és az 52. percben. Négy nappal később a klub színeiben bemutatkozott a Bajnokok Ligájában korábbi csapata, a Borussia Dortmund ellen. A hatodik mérkőzésén gólpasszt és gólt jegyzett a bajnokság 5. fordulójában az Antalyaspor ellen az idegenbeli 3–2-s győztes meccsen.
2022. január 5-én török szuperkupa győztes lett, miután a büntetőpárbajban 5–3-ra legyőzték az Antalyaspor együttesét.

### Fenerbahçe
2022. szeptember 2-án igazolta le az isztambuli együttes, amellyel kettő+egyéves szerződést írt alá.
Hat nap múlva az első mérkőzésén győztes gólt szerzett hazai környezetben a Dynamo Kyiv elleni 2–1-s Európa Liga találkozón.
Szeptember 18-án lépett pályára a bajnokságban, egy 5–0-s hazai mérkőzésen az Alanyaspor ellen, a második félidő utolsó 4 percében.
Októberben további hét gólt szerzett: az AEK Larnaca elleni EL-mérkőzésen az oda, és a visszavágón, a Karagümrük, az Ankaragücü, és mesterhármast az Istanbulspor ellen, ezen találkozón első asszisztját, és 10. gólját jegyezte.
November 7-én a bajnokság 13. fordulójában két sárga lappal kiáltotta a játékvezető a Sivasspor ellen, miután a 45+4. és a 48. percben szabálytalankodott.
December 20-án a török kupa nyolcaddöntőjében az Istanbulspor ellen csapata utolsó két gólját szerezte a 3–1-s mérkőzésen.
Egy héttel később a Hatayspor ellen is eredményes volt a 4–0-s bajnoki második góljánál.
2023. január 3-án a 17. fordulóban kétszer volt eredményes az Antalyaspor vendégeként, a 2–1-s bajnoki utolsó két gólját szerezte az 55. és a 62. percben.
Január 23-án az Ümraniyespor otthonában az 1–2-s találkozó 73. percében volt eredményes. A következő fordulóban 15. gólját szerezte, miután a Kasımpaşa elleni 5–1-s mérkőzés végeredményét állította be a 90+2. percben.

### Galatasaray
2024. július 1-jén 3 éves szerződés írt alá a Galatasaray csapatával.

### Eintracht Frankfurt
2025. február 3-án két és fél éves szerződést írt alá a német Eintracht Frankfurt csapatával.

## Statisztikái
2023. január 29-i állapot szerint.
| Klub                        | Szezon           | Bajnokság          | Bajnokság | Bajnokság | Kupa  | Kupa  | Ligakupa | Ligakupa | Nemzetközi | Nemzetközi | Egyéb | Egyéb | Összes | Összes |
| Klub                        | Szezon           | Liga               | Mérk.     | Gólok     | Mérk. | Gólok | Mérk.    | Gólok    | Mérk.      | Gólok      | Mérk. | Gólok | Mérk.  | Gólok  |
| --------------------------- | ---------------- | ------------------ | --------- | --------- | ----- | ----- | -------- | -------- | ---------- | ---------- | ----- | ----- | ------ | ------ |
| Standard Liège              | 2010/11          | Belgian Pro League | 2         | 0         | 0     | 0     | —        | —        | —          | —          | —     | —     | 2      | 0      |
| Standard Liège              | 2011/12          | Belgian Pro League | 23        | 6         | 2     | 2     | —        | —        | 8          | 1          | 0     | 0     | 33     | 9      |
| Standard Liège              | 2012/13          | Belgian Pro League | 34        | 12        | 2     | 0     | —        | —        | —          | —          | —     | —     | 36     | 12     |
| Standard Liège              | 2013/14          | Belgian Pro League | 38        | 21        | 1     | 0     | —        | —        | 10         | 2          | —     | —     | 49     | 23     |
| Standard Liège              | Összesen         | Összesen           | 97        | 39        | 5     | 2     | —        | —        | 18         | 3          | 0     | 0     | 120    | 44     |
| Marseille                   | 2014/15          | Ligue 1            | 26        | 9         | 1     | 0     | 1        | 1        | —          | —          | —     | —     | 28     | 10     |
| Marseille                   | 2015/16          | Ligue 1            | 36        | 17        | 5     | 2     | 2        | 0        | 7          | 4          | —     | —     | 50     | 23     |
| Marseille                   | Összesen         | Összesen           | 62        | 26        | 6     | 2     | 3        | 1        | 7          | 4          | —     | —     | 78     | 33     |
| Chelsea                     | 2016/17          | Premier League     | 20        | 5         | 5     | 2     | 3        | 2        | —          | —          | —     | —     | 28     | 9      |
| Chelsea                     | 2017/18          | Premier League     | 12        | 2         | 3     | 3     | 5        | 3        | 4          | 2          | 1     | 0     | 25     | 10     |
| Chelsea                     | 2019/20          | Premier League     | 16        | 1         | 2     | 1     | 2        | 3        | 4          | 1          | 0     | 0     | 24     | 6      |
| Chelsea                     | Összesen         | Összesen           | 48        | 8         | 10    | 6     | 10       | 8        | 8          | 3          | 1     | 0     | 77     | 25     |
| Borussia Dortmund (kölcsön) | 2017/18          | Bundesliga         | 10        | 7         | —     | —     | —        | —        | 4          | 2          | —     | —     | 14     | 9      |
| Borussia Dortmund (kölcsön) | Összesen         | Összesen           | 10        | 7         | —     | —     | —        | —        | 4          | 2          | —     | —     | 14     | 9      |
| Valencia (kölcsön)          | 2018/19          | La Liga            | 15        | 1         | 3     | 1     | —        | —        | 5          | 1          | —     | —     | 23     | 3      |
| Valencia (kölcsön)          | Összesen         | Összesen           | 15        | 1         | 3     | 1     | —        | —        | 5          | 1          | —     | —     | 23     | 3      |
| Crystal Palace (kölcsön)    | 2018/19          | Premier League     | 11        | 5         | 2     | 1     | —        | —        | —          | —          | —     | —     | 13     | 6      |
| Crystal Palace (kölcsön)    | 2020/21          | Premier League     | 18        | 2         | 1     | 0     | 1        | 0        | —          | —          | —     | —     | 20     | 2      |
| Crystal Palace (kölcsön)    | Összesen         | Összesen           | 29        | 7         | 3     | 1     | 1        | 0        | —          | —          | —     | —     | 33     | 8      |
| Beşiktaş (kölcsön)          | 2021/22          | Süper Lig          | 33        | 14        | 3     | 0     | —        | —        | 5          | 0          | 1     | 0     | 42     | 14     |
| Beşiktaş (kölcsön)          | Összesen         | Összesen           | 33        | 14        | 3     | 0     | —        | —        | 5          | 0          | 1     | 0     | 42     | 14     |
| Fenerbahçe                  | 2022/23          | Süper Lig          | 14        | 10        | 2     | 2     | —        | —        | 6          | 3          | —     | —     | 22     | 15     |
| Fenerbahçe                  | Összesen         | Összesen           | 14        | 10        | 2     | 2     | —        | —        | 6          | 3          | —     | —     | 22     | 15     |
| Karrier összesen            | Karrier összesen | Karrier összesen   | 308       | 112       | 32    | 14    | 14       | 9        | 53         | 16         | 2     | 0     | 409    | 151    |

1. ↑  Mérkőzése(i) a Bajnokok Ligája selejtezőjében: 1. 
 Mérkőzése(i) az Európa Ligában: 7; egy gól.
2. 1 2 3 4  Mérkőzése(i) az Európa Ligában.
3. 1 2 3 4  Mérkőzése(i) a Bajnokok Ligájában.
4. ↑  Mérkőzése(i) a Community Shield-ben.
5. ↑  Mérkőzése(i) a TFF Süper Kupa-ban.

### A válogatottban
2022. december 1-i állapot szerint.
| Belgium  | Belgium | Belgium |
| Év       | Mérk.   | Gólok   |
| -------- | ------- | ------- |
| 2015     | 2       | 2       |
| 2016     | 7       | 1       |
| 2017     | 4       | 2       |
| 2018     | 10      | 7       |
| 2019     | 6       | 4       |
| 2020     | 3       | 5       |
| 2021     | 7       | 1       |
| 2022     | 11      | 5       |
| Összesen | 50      | 27      |

### Góljai a válogatottban
| #   | Dátum               | Helyszín                                         | Ellenfél            | Gólja | Végeredmény | Kiírás                             |
| --- | ------------------- | ------------------------------------------------ | ------------------- | ----- | ----------- | ---------------------------------- |
| 1.  | 2015. március 28.   | Baldvin király Stadion, Brüsszel, Belgium        | Ciprus              | 5–0   | 5–0         | 2016-os Európa-bajnokság-selejtező |
| 2.  | 2015. november 13.  | Baldvin király Stadion, Brüsszel, Belgium        | Olaszország         | 3–1   | 3–1         | Barátságos mérkőzés                |
| 3.  | 2016. június 23.    | Stadium de Toulouse, Toulouse, Franciaország     | Magyarország        | 2–0   | 4–0         | 2016-os Európa-bajnokság           |
| 4.  | 2017. június 5.     | Baldvin király Stadion, Brüsszel, Belgium        | Csehország          | 2–1   | 2–1         | Barátságos mérkőzés                |
| 5.  | 2017. október 7.    | Stadion Grbavica, Szarajevó, Bosznia-Hercegovina | Bosznia-Hercegovina | 2–2   | 4–3         | 2018-as világbajnokság-selejtező   |
| 6.  | 2018. március 27.   | Baldvin király Stadion, Brüsszel, Belgium        | Szaúd-Arábia        | 3–0   | 4–0         | Barátságos mérkőzés                |
| 7.  | 2018. június 11.    | Baldvin király Stadion, Brüsszel, Belgium        | Costa Rica          | 4–1   | 4–1         | Barátságos mérkőzés                |
| 8.  | 2018. június 23.    | Otkrityije Aréna, Moszkva, Oroszország           | Tunézia             | 5–1   | 5–2         | 2018-as világbajnokság             |
| 9.  | 2018. szeptember 7. | Hampden Park, Glasgow, Skócia                    | Skócia              | 3–0   | 4–0         | Barátságos mérkőzés                |
| 10. | 2018. szeptember 7. | Hampden Park, Glasgow, Skócia                    | Skócia              | 4–0   | 4–0         | Barátságos mérkőzés                |
| 11. | 2018. november 15.  | Baldvin király Stadion, Brüsszel, Belgium        | Izland              | 1–0   | 2–0         | 2018–2019-es UEFA Nemzetek Ligája  |
| 12. | 2018. november 15.  | Baldvin király Stadion, Brüsszel, Belgium        | Izland              | 2–0   | 2–0         | 2018–2019-es UEFA Nemzetek Ligája  |
| 13. | 2019. március 24.   | GSP, Nicosia, Ciprus                             | Ciprus              | 2–0   | 2–0         | 2020-as Európa-bajnokság-selejtező |

## Sikerei, díjai
- Chelsea
  - Angol bajnok: 2016–17

- Valencia
  - Spanyol kupa: 2018–19

- Beşiktaş
  - Török szuperkupa: 2021

- Fenerbahçe
  - Török kupa: 2022–23